# Немезіан
Марк Аврелій Олімпій Немезіан  (лат. Marcus Aurelius Olympius Nemesianus; ? — після 283) — латиномовний поет часів Римської імперії.

## Життєпис
Народився у Карфагені. Щодо його дати народження немає вірних відомостей. Ймовірно за часів імператора Кара, приблизно у 283 році, вже мешкав у Римі й був відомим поетом. Свою діяльність продовжив за правління Нумеріана та Каріна. Виграв поетичні змагання за Нумеріана. Втім багато інформації про подробиці його життя не збереглося.

## Творчість
Його стиль був доволі вишуканим, латина доволі добра. Немезіан писав вірші про мистецтво риболовлі («Halieutica»), діяльності на воді («Nautica») і полювання («Cynegetica»). Чотири еклоги, раніше визнані авторством Тита Кальпурнія Сицилійського, тепер прийнято вважати Немезіановими (оплакування пастуха Мелібоя — «Meliboeus», оплакування вівчарів Алкона та Ідаса, пісня Пану-Юахусу, оплакування вівчарів Ліцидаса й Мопса, нещасливих у любові), а також поема «Слава Геракла».